# Greek
Greek (stilisiert GRΣΣK, umgangssprachlich für ein Mitglied einer Greek-letter society) ist eine US-amerikanische Fernsehserie des US-Senders ABC Family. Im deutschsprachigen Raum wird sie von dem Pay-TV-Sender FOX Channel und dem Free-TV-Sender ProSieben ausgestrahlt. Im Mittelpunkt der Serie stehen die Fraternities (dt.: Studentenverbindungen) und ihre Mitglieder an der fiktionalen Cyprus-Rhodes University (CRU). Die meisten Charaktere sind Mitglieder der fiktionalen Bruderschaften Kappa Tau Gamma (ΚΤΓ) oder Omega Chi Delta (ΩΧΔ) beziehungsweise der fiktionalen Schwesternschaft Zeta Beta Zeta (ΖΒΖ).

## Produktion
Die Pilotfolge von Greek wurde am 9. Juli 2007 auf ABC Family ausgestrahlt. Erfinder Patrick Sean Smith entwickelte die Serie ohne Studioauftrag nach seinen Vorstellungen einer Serie, die er gerne sehen wollte. Smith fehlte bis dato eine einstündige Comedyserie über das College-Leben.
Wie viele andere TV-Serien auch, wurde Greek während des Fernsehautorenstreiks 2007/2008 unterbrochen. Da für die erste Staffel nur 10 Episoden fertiggestellt wurden und erst später die anderen 12 Episoden, teilten sie die Staffel in zwei Teile auf, die ersten zehn nannten sie Staffel 1: Kapitel 1 und die anderen zwölf nannten sie Staffel 1: Kapitel 2. Das Gleiche machten sie dann auch mit Staffel 2 und 3, sodass die zweite Staffel in Kapitel 3 und Kapitel 4 und Staffel 3 in Kapitel 5 und Kapitel 6 aufgeteilt wurde.
Die zweite Staffel wurde von ABC Family vom 26. August 2008 bis zum 15. Juni 2009 ausgestrahlt.
Die ersten zehn Episoden der dritten Staffel wurde von ABC Family vom 31. August 2009 bis zum 2. November 2009 ausgestrahlt. Die anderen zehn werden seit dem 25. Januar 2010 ausgestrahlt.
Am 19. Februar 2010 gab ABC Family bekannt, dass Greek für eine vierte Staffel, mit zehn Folgen, verlängert wird, die vom 3. Januar bis 7. März 2011 ausgestrahlt wurde.

## Handlung
Staffel 1
Kapitel 1
Rusty Cartwright ist neu an der Cyprus-Rhodes-University und auf der Suche nach einer geeigneten Verbindung für ihn, um seinen nerdigen Charakter zu überdecken. Seine Schwester Casey Cartwright (aktives Zeta-Beta-Mitglied) ist nicht sehr begeistert von dieser Idee. Einerseits, da sie der Meinung ist, dass Rusty nicht in eine Verbindung passt, andererseits, da sie niemandem von ihm erzählt hat. Dieser Fakt stellt die Geschwisterbeziehung auf eine harte Probe. Während der Vorstellung lernt er Calvin Owens kennen, der ebenfalls Neuankömmling ist. Zuerst besichtigen sie die Omega-Chi-Delta-Verbindung (die beliebteste Bruderschaft auf dem Campus). Dort lernt Rusty Evan Chambers kennen, welcher Fuchs-Major und Caseys Freund ist. Nachdem dieser erfährt, dass Rusty Caseys Bruder ist, bietet er ihm und Calvin einen Platz bei Omega Chi an. Trotzdem schauen sich die beiden weitere Verbindungen an und landen letztendlich bei der Kappa-Tau-Gamma-Verbindung (die gefürchtetste Bruderschaft auf dem Campus). Der dortige Präsident Cappie ist Caseys Ex-Freund und Evans Feind. Calvin und Rusty erhalten auch von ihm eine Einladung, ein Fuchs bei Kappa Tau zu werden. Calvin wählt Omega Chi, da sein Vater ein ehemaliges Omega-Chi-Mitglied ist. Rusty allerdings erwischt Evan, wie er Casey mit der Senatoren Tochter Rebecca Logan (neuer Zeta-Beta-Fuchs) fremdgeht und entscheidet sich deswegen für Kappa Tau.
Durch Rustys sehr gute Noten ist er in einem Förderprogramm für Polymerphysiker (Rustys Hauptfach) gelandet und wohnt in einem Wohnheim. Sein Mitbewohner ist der streng religiöse Dale Kettlewell. Dieser verabscheut zuerst Rustys Entscheidung, einer Verbindung beizutreten, akzeptiert diese jedoch mit der Zeit immer mehr.
Nachdem Casey herausgefunden hat, dass Evan sie mit ihrer "kleinen Schwester" Rebecca betrogen hat, überzeugt Frannie (Zeta-Beta-Präsidentin und Caseys "große Schwester") sie, bei Evan zu bleiben. Aus Rache schläft Casey anschließend mit Cappie. Allerdings bleibt dies bei einer einmaligen Sache.
Währenddessen organisiert das Kappa Tau Haus eine ihrer legendären Partys, aber sie stellen fest, dass der Vesuv nicht mehr funktioniert. Rusty, der neue Kappa-Tau-Fuchs, lernt Jen K. (neuer Zeta-Beta-Fuchs) kennen und zusammen lösen sie dieses Problem und die Party wird ein voller Erfolg. Die beiden fangen an, sich nach ihrem Triumph zu daten.
Evan, der nichts von der Sache mit Cappie weiß, lavaliiert sich mit Casey (übergibt ihr die Initialen von Omega-Chi-Delta). Ashleigh (Caseys beste Freundin & Zimmermitbewohnerin, sowie aktives Zeta-Beta-Mitglied) hat eine Fernbeziehung mit ihrem Freund Travis. Sie und Calvin werden sehr gute Freunde, da er ihr immer beisteht. Daraufhin trennt sich Ashleigh von Travis, da er sie nicht gut behandelt und die Zeta-Betas ihr dazu raten. Nach einiger Zeit findet sie nach Rusty heraus, dass Calvin schwul ist und outet ihn versehentlich vor seinen Omega-Chi-Brüdern. Deswegen steigt Calvin aus der Verbindung aus. Während der Staffel haben Calvin und Heath (aktives Kappa-Tau-Mitglied) eine On-Off-Beziehung, von der niemand etwas weiß.
Da Casey mit Evan zusammen ist, wird sie als Omega-Chi-Sweetheart nominiert. Auch Frannie stellt sich erneut auf, nachdem sie erfährt, dass sie dieses Jahr nicht ihren Abschluss machen kann.
Indessen versucht Cappie, sich etwas Geld dazu zu verdienen und nimmt an einem Psychologie-Experiment der Universität teil. Seine Experimentleiterin ist Rebecca Logan. Zuerst können sich die beiden überhaupt nicht leiden, aber durch dieses Experiment kommen sie sich wesentlich näher und gehen eine On-Off-Beziehung ein.
Durch einen in der Zeitung erschienenen Artikel über die Skandale und wilden Feiern der Verbindungen bekommen sie durch Dekan Bowman mächtig Ärger und müssen sich von nun an an strenge Vorschriften halten. Es stellt sich heraus, dass Jen K. diesen Artikel verfasst hat, welche ein Zeta-Beta-Fuchs ist. Dadurch erfährt auch der nationale Zeta-Beta-Verband von dem Artikel und zwingt Frannie zu einem Rücktritt. Daher wird Casey als vorübergehende Zeta-Beta-Präsidentin ernannt. Aus Rache erzählt Frannie Evan, dass Casey nur wegen seines guten Rufs bei ihm geblieben ist. Daraufhin macht Evan mit Casey Schluss und entzieht ihr den Omega-Chi-Sweetheart Titel. Da Rusty Jen K. nicht mehr vertrauen kann, macht er mit ihr ebenfalls Schluss.

## Besetzung
Die Serie wurde bei der Antares Film in Berlin vertont. Tobias Müller und David Turba schrieben die Dialogbücher, Müller führte zudem die Dialogregie.
| Name             | Schauspieler         | Staffel | Deutscher Synchronsprecher | Unterkunft                          |
| ---------------- | -------------------- | ------- | -------------------------- | ----------------------------------- |
| Dale Kettlewell  | Clark Duke           | 1–4     | Fabian Hollwitz            | ΩΧΔ (Staffel 4)                     |
| "Cappie"         | Scott Michael Foster | 1–4     | Julien Haggège             | KTΓ                                 |
| Casey Cartwright | Spencer Grammer      | 1–4     | Ilona Otto                 | ZBZ                                 |
| Calvin Owens     | Paul James           | 1–4     | David Turba                | ΩΧΔ                                 |
| Evan Chambers    | Jake McDorman        | 1–4     | Dennis Schmidt-Foß         | ΩΧΔ                                 |
| Ashleigh Howard  | Amber Stevens        | 1–4     | Julia Meynen               | ZBZ                                 |
| Rebecca Logan    | Dilshad Vadsaria     | 1–4     | Josephine Schmidt          | ZBZ                                 |
| Rusty Cartwright | Jacob Zachar         | 1–4     | Nicolás Artajo             | KTΓ                                 |
| Frannie Morgan   | Tiffany Dupont       | 1–2 & 4 | Bianca Krahl               | ZBZ (Staffel 1), IKI (ab Staffel 2) |

## Ausstrahlung
In den USA lief die erste Folge am 9. Juli 2007 auf ABC Family. Die Staffeln wurden immer in zwei Kapitel aufgeteilt. Die erste Hälfte lief im Sommer und die zweite im Frühling des nächsten Jahres. Die deutsche Erstausstrahlung der ersten Staffel sicherte sich der Pay-TV-Sender FOX, der die Serie ab dem 20. Mai 2008 zeigte. Im Free-TV strahlte ProSieben die Serie seit dem 7. März 2010 immer Sonntags um 12 Uhr aus. Die deutsche Erstausstrahlung der zweiten Staffel wurde seit dem 29. August 2010 auf ProSieben gezeigt. Am 26. September 2010 wurde die Ausstrahlung der zweiten Staffel nach der fünften Folge abgebrochen. Nach einer längeren Unterbrechung wurden auf Sixx zunächst Wiederholungen von Greek gesendet. Ab dem 26. November 2011 ging dort die Ausstrahlung der zweiten Staffel mit der sechsten Episode als Deutschlandpremiere weiter. Anschließend wurden auf Sixx die restlichen Staffeln gezeigt. Die letzte Episode lief dort am 2. Dezember 2012.
| Staffel   | Kapitel   | Episoden | Ausstrahlung (ABC Family)            | Ausstrahlung (ProSieben, ab 2x06 sixx) |
| Staffel 1 | Kapitel 1 | 22       | 9. Juli 2007 bis 10. September 2007  | 7. März 2010 bis 16. Mai 2010          |
| Staffel 1 | Kapitel 2 | 22       | 24. März 2008 bis 9. Juni 2008       | 30. Mai 2010 bis 15. August 2010       |
| Staffel 2 | Kapitel 3 | 22       | 26. August 2008 bis 28. Oktober 2008 | 29. August 2010 bis 8. Januar 2012     |
| Staffel 2 | Kapitel 4 | 22       | 30. März 2009 bis 15. Juni 2009      | 15. Januar 2012 bis 1. April 2012      |
| Staffel 3 | Kapitel 5 | 20       | 31. August 2009 bis 2. November 2009 | 15. April 2012 bis 15. Juli 2012       |
| Staffel 3 | Kapitel 6 | 20       | 25. Januar 2010 bis 29. März 2010    | 22. Juli 2012 bis 30. September 2012   |
| Staffel 4 | Kapitel 7 | 10       | 3. Januar 2011 bis 7. März 2011      | 7. Oktober 2012 bis 2. Dezember 2012   |

### Episoden
| Nummer (gesamt) | Nummer (Staffel) | Originaltitel                  | Deutscher Titel                   | Erstausstrahlung (ABC Family) | Erstausstrahlung (ProSieben) |
| Kapitel 1       |                  |                                |                                   |                               |                              |
| 01              | 01               | Pilot                          | Die Neuen auf dem Campus          | 9. Juli 2007                  | 7. März 2010                 |
| 02              | 02               | Hazed and Confused             | Schikaniert und verwirrt          | 16. Juli 2007                 | 14. März 2010                |
| 03              | 03               | The Rusty Nail                 | Probieren geht über studieren     | 23. Juli 2007                 | 21. März 2010                |
| 04              | 04               | Picking Teams                  | Alles Berechnung                  | 30. Juli 2007                 | 28. März 2010                |
| 05              | 05               | Liquid Courage                 | Die Nacht, als der Vesuv ausbrach | 6. August 2007                | 11. April 2010               |
| 06              | 06               | Friday Night Frights           | Eine Nacht zum Fürchten           | 13. August 2007               | 18. April 2010               |
| 07              | 07               | Multiple Choice                | Wie man ein Held wird             | 20. August 2007               | 25. April 2010               |
| 08              | 08               | Separation Anxiety             | Liebesleid                        | 27. August 2007               | 2. Mai 2010                  |
| 09              | 09               | Depth Perception               | Eine Frage der Wahrnehmung        | 3. September 2007             | 9. Mai 2010                  |
| 10              | 10               | Black, White and Read All Over | Farbe bekennen                    | 10. September 2007            | 16. Mai 2010                 |
| Kapitel 2       |                  |                                |                                   |                               |                              |
| 11              | 11               | A New Normal                   | Alles ist anders                  | 24. März 2008                 | 30. Mai 2010                 |
| 12              | 12               | The Great Cappie               | Der große Cappie                  | 31. März 2008                 | 6. Juni 2010                 |
| 13              | 13               | Highway To The Discomfort Zone | Projektwoche                      | 7. April 2008                 | 13. Juni 2010                |
| 14              | 14               | War and Peace                  | Krieg und Frieden                 | 14. April 2008                | 20. Juni 2010                |
| 15              | 15               | Freshman Daze                  | Alte Wunden                       | 21. April 2008                | 27. Juni 2010                |
| 16              | 16               | Move On. Cartwrights           | Verständigungsprobleme            | 28. April 2008                | 4. Juli 2010                 |
| 17              | 17               | 47 Hours & 11 Minutes          | 47 Stunden und 11 Minuten         | 5. Mai 2008                   | 11. Juli 2010                |
| 18              | 18               | Mister Purr-fect               | Der Kerle-Kodex                   | 12. Mai 2008                  | 18. Juli 2010                |
| 19              | 19               | No Campus for Old Rules        | Gegen die Regeln                  | 19. Mai 2008                  | 25. Juli 2010                |
| 20              | 20               | A Tale of Two Parties          | Party, Party                      | 26. Mai 2008                  | 1. August 2010               |
| 21              | 21               | Barely Legal                   | Täuschungsmanöver                 | 2. Juni 2008                  | 8. August 2010               |
| 22              | 22               | Spring Broke                   | Springbreak                       | 9. Juni 2008                  | 15. August 2010              |

| Nummer (gesamt) | Nummer (Staffel) | Originaltitel                         | Deutscher Titel                      | Erstausstrahlung (ABC Family) | Erstausstrahlung (ProSieben/sixx) |
| Kapitel 3       |                  |                                       |                                      |                               |                                   |
| 23              | 01               | Brothers and Sisters                  | Brüder und Schwestern                | 26. August 2008               | 29. August 2010                   |
| 24              | 02               | Crush Landing                         | Am Ziel der Träume                   | 2. September 2008             | 5. September 2010                 |
| 25              | 03               | Let’s Make a Deal                     | Abgezockt                            | 9. September 2008             | 12. September 2010                |
| 26              | 04               | Gays, Ghosts and Gamma Rays           | Der große Unbekannte                 | 16. September 2008            | 19. September 2010                |
| 27              | 05               | Pledge Allegiance                     | Fuchsaufstand                        | 23. September 2008            | 26. September 2010                |
| 28              | 06               | See You Next Time, Sisters            | Folge Deinem Instinkt                | 30. September 2008            | 26. November 2011                 |
| 29              | 07               | Formally Yours                        | Wer mit wem?                         | 7. Oktober 2008               | 3. Dezember 2011                  |
| 30              | 08               | The Popular Vote                      | Die Stimme des Volkes                | 14. Oktober 2008              | 10. Dezember 2011                 |
| 31              | 09               | Three’s A Crowd                       | Aller guten Dinge sind drei          | 21. Oktober 2008              | 17. Dezember 2011                 |
| 32              | 10               | Hell Week                             | Die Höllenwoche                      | 28. Oktober 2008              | 8. Januar 2012                    |
| Kapitel 4       |                  |                                       |                                      |                               |                                   |
| 33              | 11               | Take Me Home, Cyprus-Rhodes           | Es geht wieder los                   | 30. März 2009                 | 15. Januar 2012                   |
| 34              | 12               | From Rushing with Love                | Auf Fuchsjagd                        | 6. April 2009                 | 22. Januar 2012                   |
| 35              | 13               | Engendered Species                    | Es liegt an den Genen                | 13. April 2009                | 29. Januar 2012                   |
| 36              | 14               | Big Littles & Jumbo Shrimp            | Großer Bruder, kleiner Bruder        | 20. April 2009                | 5. Februar 2012                   |
| 37              | 15               | Evasive Actions                       | Wenn man den Kopf in den Sand steckt | 27. April 2009                | 12. Februar 2012                  |
| 38              | 16               | Dearly Beloved                        | Hals über Kopf verliebt              | 4. Mai 2009                   | 19. Februar 2012                  |
| 39              | 17               | Guilty Treasures                      | Verbotene Schätze                    | 11. Mai 2009                  | 26. Februar 2012                  |
| 40              | 18               | Divine Secrets and the ZBZ Sisterhood | Streng geheim                        | 18. Mai 2009                  | 4. März 2012                      |
| 41              | 19               | Social Studies                        | Man lernt nie aus                    | 25. Mai 2009                  | 11. März 2012                     |
| 42              | 20               | Isn’t It Bro-mantic                   | Bruderliebe                          | 1. Juni 2009                  | 18. März 2012                     |
| 43              | 21               | Tailgate Expectation                  | Der Festwagen                        | 8. Juni 2009                  | 25. März 2012                     |
| 44              | 22               | At World’s End                        | Das Ende der Welt                    | 15. Juni 2009                 | 1. April 2012                     |

| Nummer (gesamt) | Nummer (Staffel) | Originaltitel                          | Deutscher Titel              | Erstausstrahlung (ABC Family) | Erstausstrahlung (sixx) |
| Kapitel 5       |                  |                                        |                              |                               |                         |
| 45              | 01               | The Day After                          | Der Tag danach               | 31. August 2009               | 15. April 2012          |
| 46              | 02               | Our Fathers                            | Unsere Väter                 | 7. September 2009             | 22. April 2012          |
| 47              | 03               | The Half-Naked Gun                     | Die halbnackte Kanone        | 14. August 2009               | 20. Mai 2012            |
| 48              | 04               | High and Dry                           | Die zweite Chance            | 21. August 2009               | 3. Juni 2012            |
| 49              | 05               | Down on Your Luck                      | Der Fluch                    | 28. September 2009            | 10. Juni 2012           |
| 50              | 06               | Lost and Founders                      | Gründer und ihre Gründe      | 5. Oktober 2009               | 17. Juni 2012           |
| 51              | 07               | The Dork Knight                        | Die Nacht der Nerds          | 12. Oktober 2009              | 24. Juni 2012           |
| 52              | 08               | Fight the Power                        | Machtkämpfe                  | 19. Oktober 2009              | 1. Juli 2012            |
| 53              | 09               | The Wish-Pretzel                       | Wünsch Dir was               | 26. Oktober 2009              | 8. Juli 2012            |
| 54              | 10               | Friend or Foe                          | Freund oder Verräter         | 2. November 2009              | 15. Juli 2012           |
| Kapitel 6       |                  |                                        |                              |                               |                         |
| 55              | 11               | I Know What You Did Last Semester      | Schatten der Vergangenheit   | 25. Januar 2010               | 22. Juli 2012           |
| 56              | 12               | Pride & Punishment                     | Stolz und Strafe             | 1. Februar 2010               | 5. August 2012          |
| 57              | 13               | Take Me Out                            | Verbindungen                 | 8. Februar 2010               | 12. August 2012         |
| 58              | 14               | The Tortoise and the Hair              | Schildkröten und Haare       | 15. Februar 2010              | 19. August 2012         |
| 59              | 15               | Love, Actually, Possibly, Maybe…Or Not | Liebensdinge                 | 22. Februar 2010              | 26. August 2012         |
| 60              | 16               | Your Friends and Neighbors             | Deine Nachbarn und Freunde   | 1. März 2010                  | 2. September 2012       |
| 61              | 17               | The Big Easy Does It                   | Alles nach Plan              | 8. März 2010                  | 9. September 2012       |
| 62              | 18               | Camp Buy Me Love                       | Das Camp der Liebe           | 15. März 2010                 | 16. September 2012      |
| 63              | 19               | The First Last                         | Das erste letzte Mal         | 22. März 2010                 | 23. September 2012      |
| 64              | 20               | All Children…Grow Up                   | Alle Kinder werden erwachsen | 29. März 2010                 | 30. September 2012      |

| Nummer (gesamt) | Nummer (Staffel) | Originaltitel         | Deutscher Titel          | Erstausstrahlung (ABC Family) | Deutsche Erstausstrahlung (sixx) |
| Kapitel 7       |                  |                       |                          |                               |                                  |
| 65              | 01               | Defending Your Honor  | Ehrensache               | 3. Januar 2011                | 7. Oktober 2012                  |
| 66              | 02               | Fool Rush In          | Was für eine Vorstellung | 10. Januar 2011               | 14. Oktober 2012                 |
| 67              | 03               | Cross Examined Life   | Der Sinn des Lebens      | 17. Januar 2011               | 21. Oktober 2012                 |
| 68              | 04               | All About Beav        | Alles über Beaver        | 24. Januar 2011               | 28. Oktober 2012                 |
| 69              | 05               | Home Coming and Going | Die Ziege                | 31. Januar 2011               | 4. November 2012                 |
| 70              | 06               | Fumble                | Katerstimmung            | 7. Februar 2011               | 11. November 2012                |
| 71              | 07               | Midnight Clear        | Tabula Rasa              | 14. Februar 2011              | 18. November 2012                |
| 72              | 08               | Subclass Plagiostomi  | Das Hai-Gen              | 21. Februar 2011              | 25. November 2012                |
| 73              | 09               | Agents for Change     | Die Goldene Lilie        | 28. Februar 2011              | 2. Dezember 2012                 |
| 74              | 10               | Legacy                | Das Vermächtnis          | 7. März 2011                  | 2. Dezember 2012                 |